# Чакария
Чакария (бенг. চকোরিয়া, англ. Chakaria) — город на юго-востоке Бангладеш, административный центр одноимённого подокруга. Площадь города равна 2,95 км². По данным переписи 2001 года, в городе проживало 50 716 человек, из которых мужчины составляли 52,64 %, женщины — соответственно 47,36 %. Уровень грамотности населения составлял 34,5 % (при среднем по Бангладеш показателе 43,1 %). 